# Linda annamensis
Linda annamensis là một loài bọ cánh cứng trong họ Cerambycidae.